# Isidre Gili i Moncunill
Isidre Gili i Moncunill (Barcelona, 14 de juliol de 1869 - Desembre 1945) va ser un arquitecte modernista català, amb obres a Barcelona i a Logronyo i autor conjuntament amb Pau Salvat i Espasa de múltiples edificis a Igualada i del Casino Principal de Lleida. Va llicenciar-se en arquitectura l'1 de setembre de 1893 a l'Escola Superior d'Arquitectura de Barcelona. En el Col·legi d'Arquitectes de Catalunya hi ha un expedient que indica que Isidre Gili era resident a Barcelona i consta la seva incorporació al sindicat d'arquitectes el 1936. Casat amb Eva Leonor de Heredia, va ser pare de dues filles, Maria Rosa i Maria Luisa. La seva filla Maria Rosa Gili de Heredia es va casar l'octubre de 1931 a l'església de la Concepció amb Plàcid de Montoliu i de Duran. Isidre Gili fou avi de l'enginyer industrial Antonio de Montoliu Gili (1935-2010).

## Obres

### Barcelona

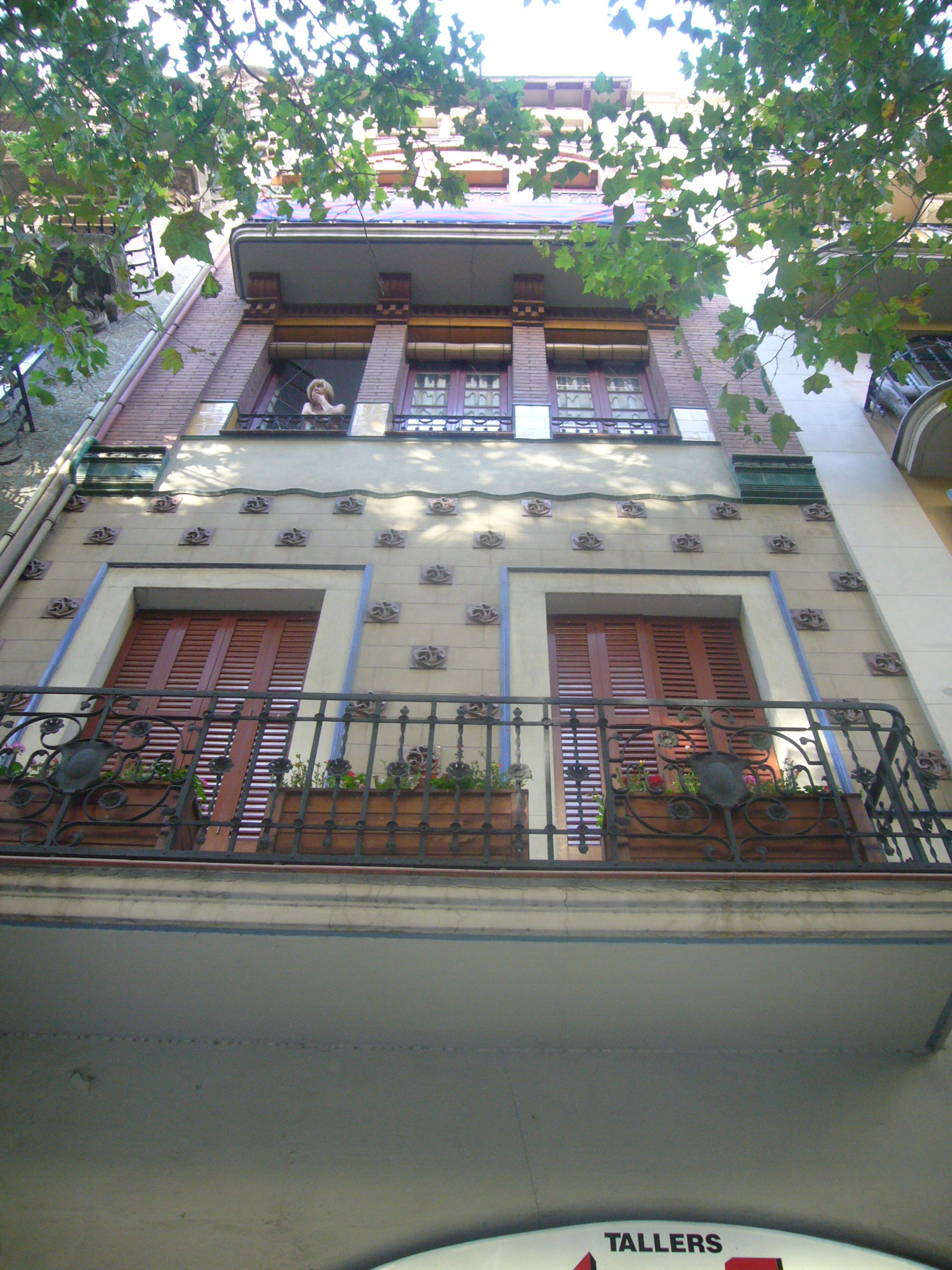
Casa Ernest Castellar, al carrer València, 149, Barcelona

L'any 1895 Isidre Gili va rebre l'encàrrec del fotògraf Pau Audouard per realitzar una construcció de petites dimensions en el terreny que envoltava el seu pavelló fotogràfic, situat a la Gran Via de les Corts Catalanes de Barcelona, entre Rambla de Catalunya i Passeig de Gràcia.
Isidre Gili fou autor de la Casa Ernest Castellar, situada al carrer València, 149, a l'Eixample de Barcelona. Es tracta d'un edifici entre mitgeres situat en una parcel·la estreta, obra de 1914-1915. És d'un estil atípic, relacionat amb el modernisme i que combina formes, colors i materials. La part baixa de la façana està decorada amb aplics ceràmics. La part central és de maó vist i el pis alt inclou esgrafiats de sanefes.

### Igualada

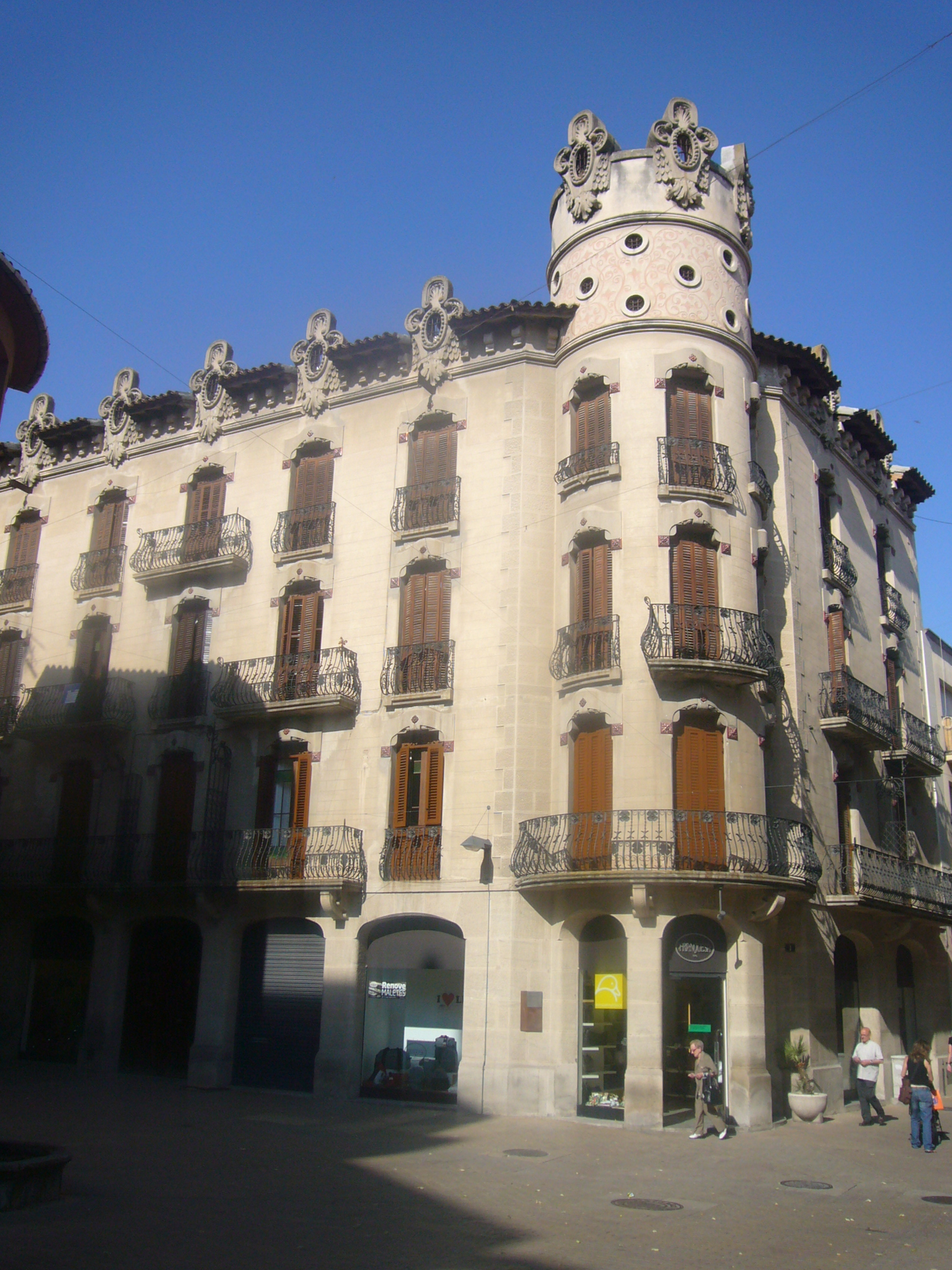
Ca la Mamita (Cal Franquesa), al carrer Custiol d'Igualada (1905-1906)

A Igualada fou autor de l'edifici "Cal Sistaré", situat al carrer Soledat, 10, amb data del projecte del mes d'abril de 1903. El propietari promotor de l'obra fou l'agricultor Franciscà Sistere Gabarró. És un edifici entre mitgeres amb detalls modernistes en els relleus que coronen les llindes, el forjat amb flors de les baranes, i un fris de ceràmica que separa el pis superior, en el qual hi ha una galeria amb quatre arcs separats per columnes.
Fou autor dels edificis industrials de l'Electra Igualadina, situats al carrer del Sol, 36-38 d'Igualada, i construïts l'any 1903. Les façanes que donen al carrer del Sol són ornamentades, usant maó vist en el marc de les obertures i remarcant els pisos. Les façanes que donen al carrer del Rec són més senzilles.
Fou autor de la reforma modernista de la Casa Josep Farré, també anomenada Cal Blai o Cal Blay, situada a la Rambla de Sant Isidre, 10. Es tracta d'un edifici entre mitjaneres promogut per Josep Farré Llopart, amb projecte datat el mes de maig de 1904. Hi destaca el segon pis, on una tribuna triforada substitueix una de les obertures.
Fou autor de la reforma de la "Casa Fidel Serra", situada al carrer Nou, 20. Es tracta d'un edifici entre mitjaneres amb arranjament modernista de façana, propietat del pastisser Fidel Serra Garrabou, amb projecte datat el mes de setembre 1904. La façana inclou elements clàssics i modernistes. Al pis superior hi ha quatre columnes dòriques que suporten els tres arcs sinuosos del coronament. També té frisos esgrafiats modernistes a cada pis.
Una de les obres més destacables de Gili és Ca la Mamita, també conegut com a Cal Franquesa i a vegades com a Cal Barrab, un edifici modernista, en cantonada, situat a la cruïlla dels carrers del Roser i Custiol, d'Igualada. Va ser projectat el 1905 i acabat de construir el 1906. El nom Ca la Mamita correspon a Bonaventura Maria Prats i Miquel, promotora de l'edifici i persona que inspirà la novel·la “la Mamita” de l'escriptor Antoni Sàbat. El nom de Cal Franquesa prové de la botiga instal·lada des del 1915 als baixos de l'edifici. L'edifici presenta, al xamfrà, una torre circular coronada amb acroteris lobulats i foradats amb òculs. Aquest motiu es repeteix a les dues façanes. Les llindes queden ressaltades gràcies a unes motllures amb detalls de ceràmica.
Gili va ser autor de l'edifici industrial de la fàbrica de Cal Salinas, al carrer Roca, 7 d'Igualada, actualment semiderruït. Sols queden les parets laterals i part de la façana. L'edifici va ser promogut per Martí Salinas i Mussons, fabricant de gènere de punt, amb projecte datat el mes de gener 1911. Aquest edifici havia de construir-se amb totxo i pedra, però tant la pedra com el totxo hi són pintats.
A Igualada va ser autor, conjuntament amb l'arquitecte municipal Pau Salvat i Espasa, dels edificis de l'Escorxador (1903-1905), el Mercat Cobert, situat a la plaça de l'Ajuntament i anomenat popularment "La Pajarera", (projectat el 1905, edificat el 1910 i en l'actualitat desaparegut) i Cal Ratés (1908-1909). Cal Ratés és l'última construcció important que Gili va fer a Igualada. És un edifici amb façana davantera principal al carrer Santa Maria, i façana posterior secundària. Al costat de la façana principal hi ha una torre-tribuna que acaba amb formes punxegudes recobertes de ceràmica vermella i groga, reflexos metàl·lics i trencadís. El coronament inclou un terrat transitable.

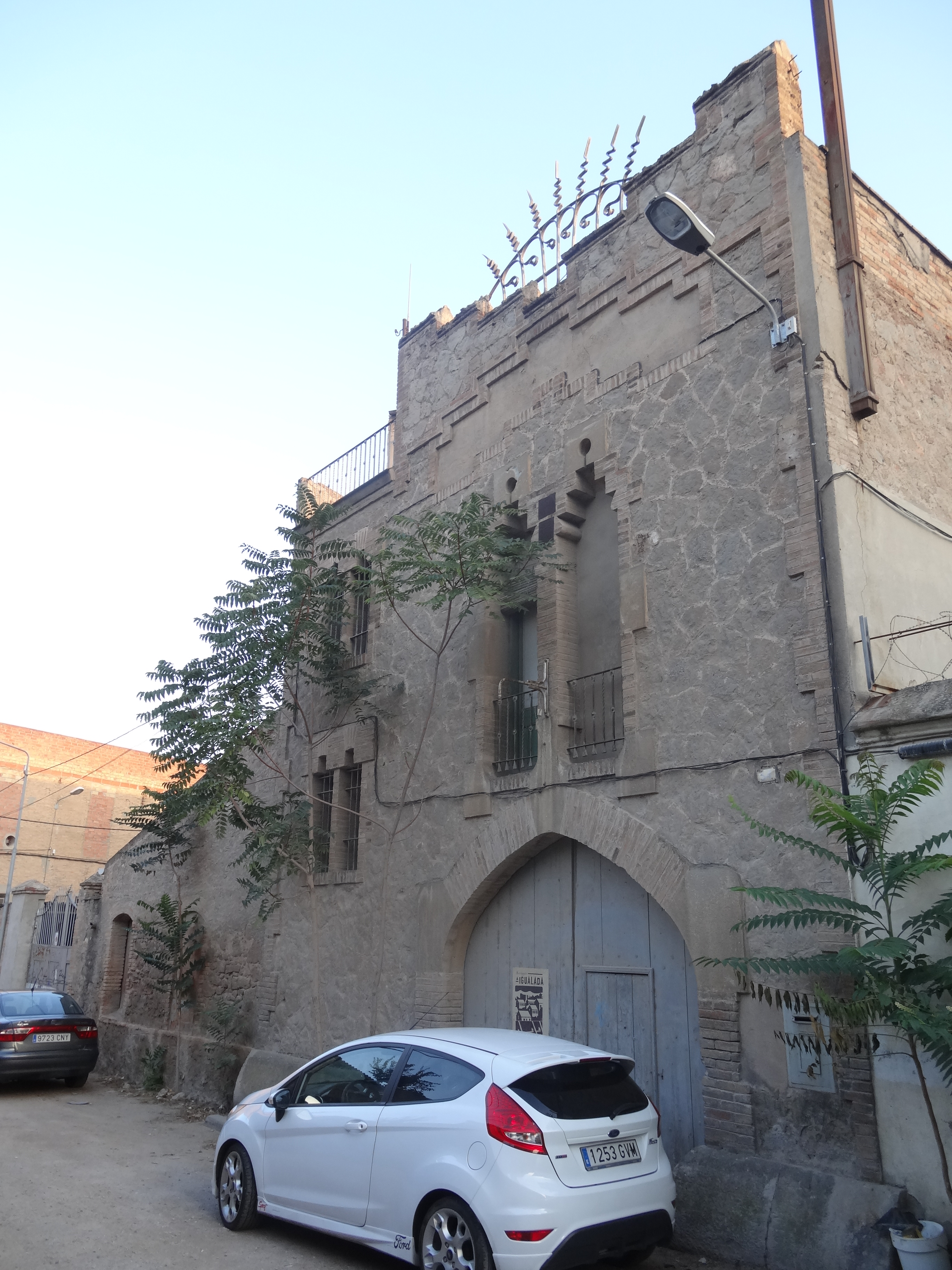
Electra Igualadina, façana al carrer del Sol 5 (1903)
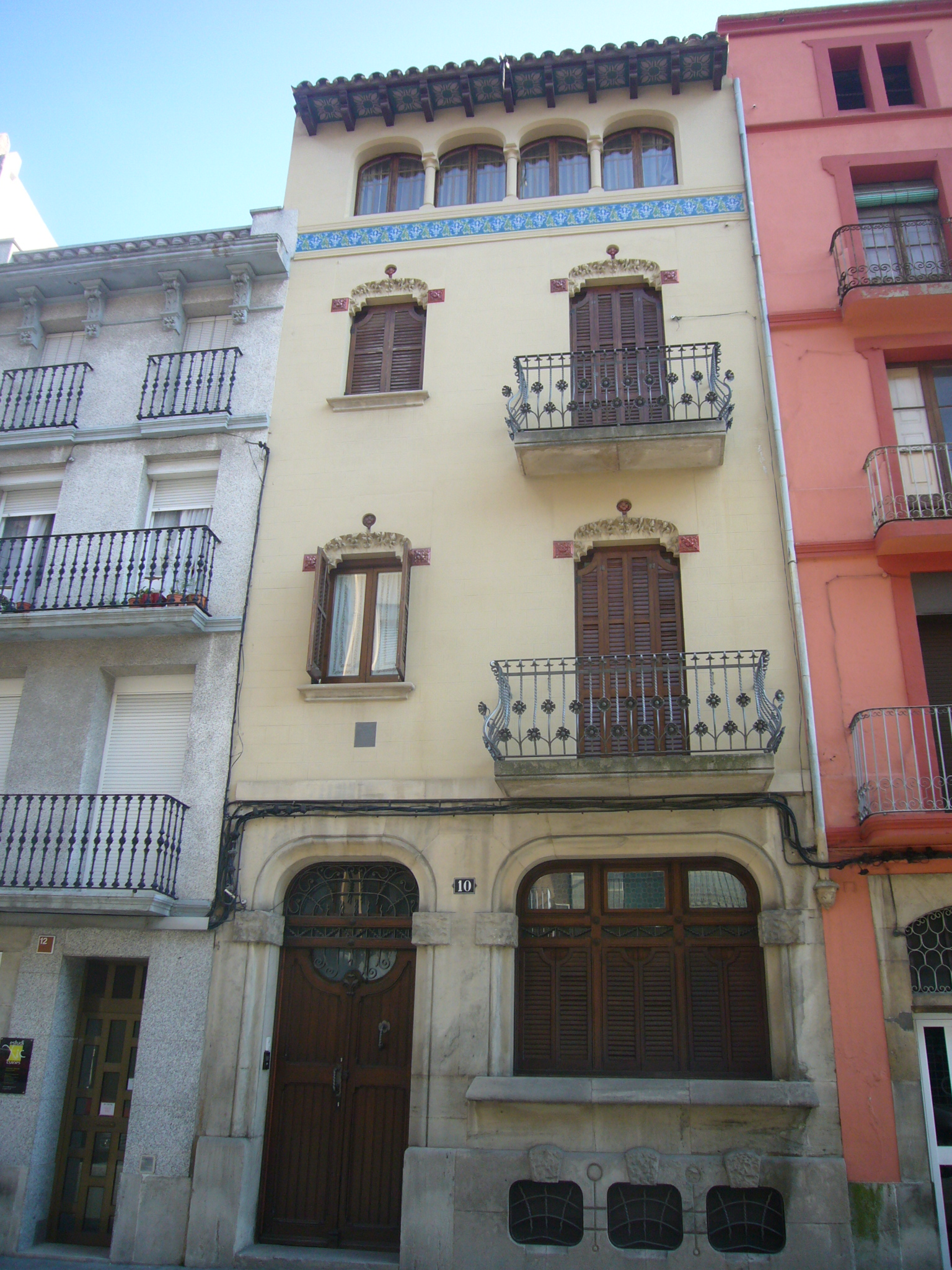
Cal Sistaré, al carrer Soledat, 10, d'Igualada (1903)
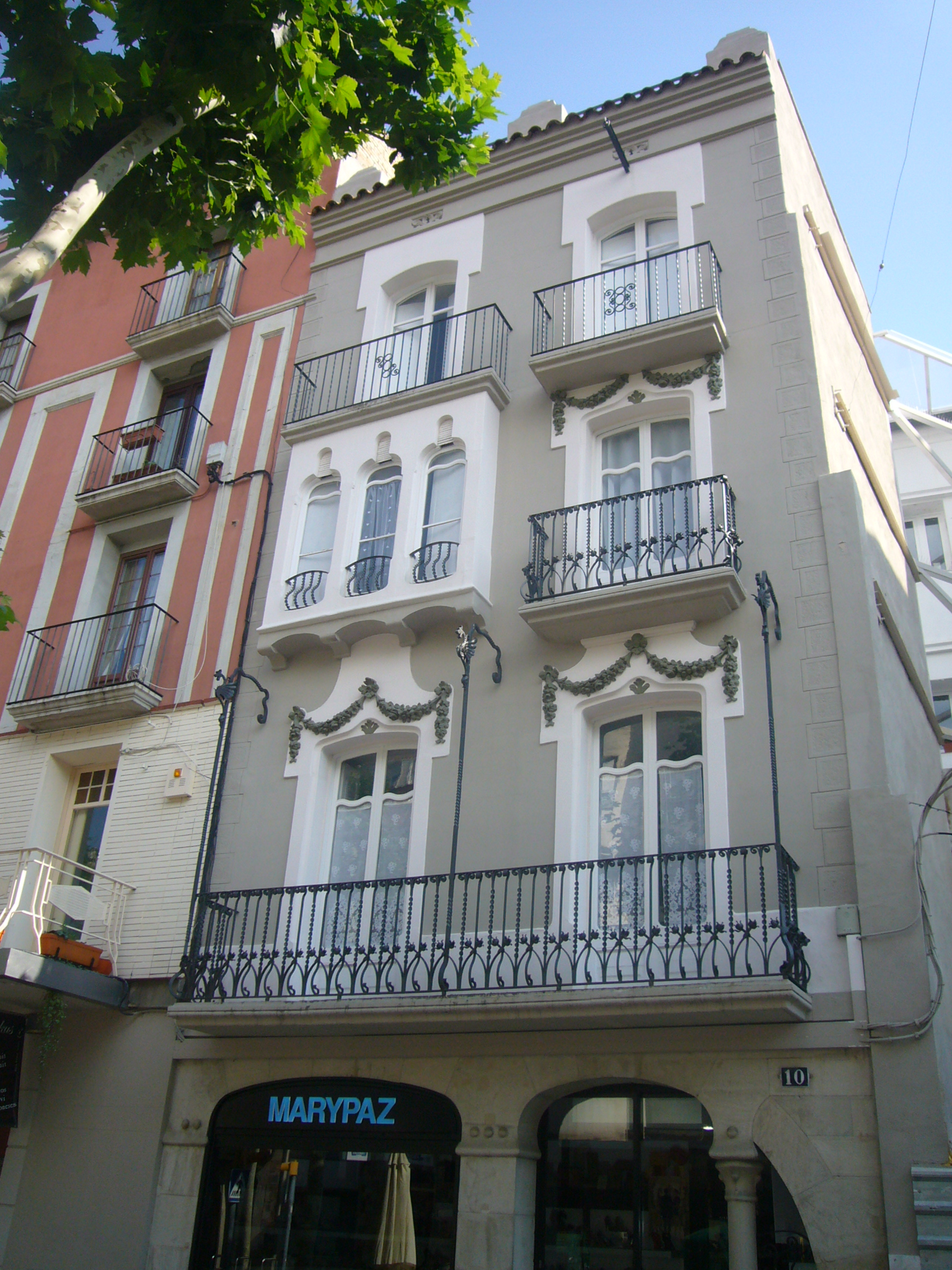
Casa Josep Farré, a la rambla Sant Isidre, 10 (1904)
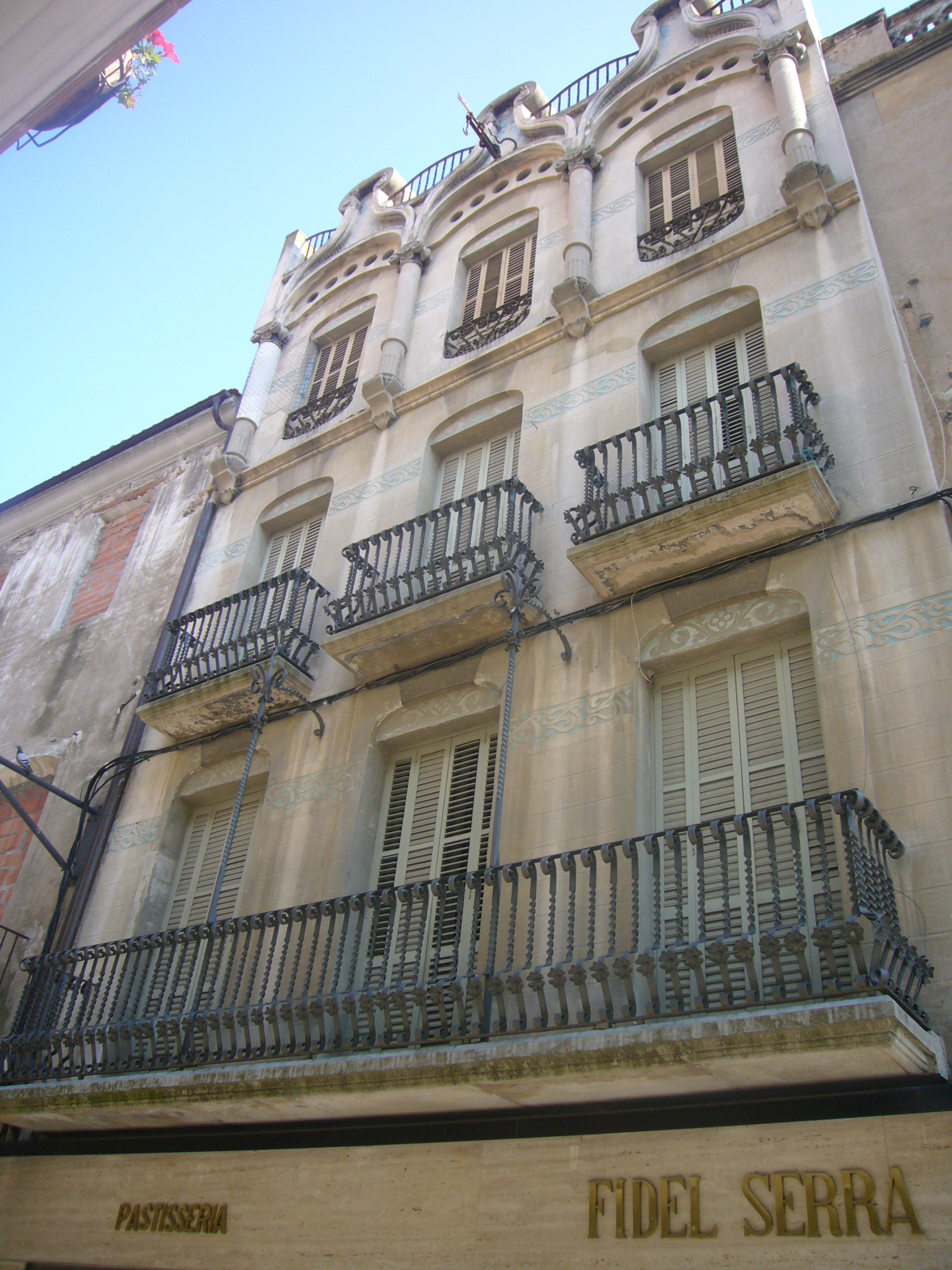
Cal Fidel Serra, al carrer Nou, 20 (1904)
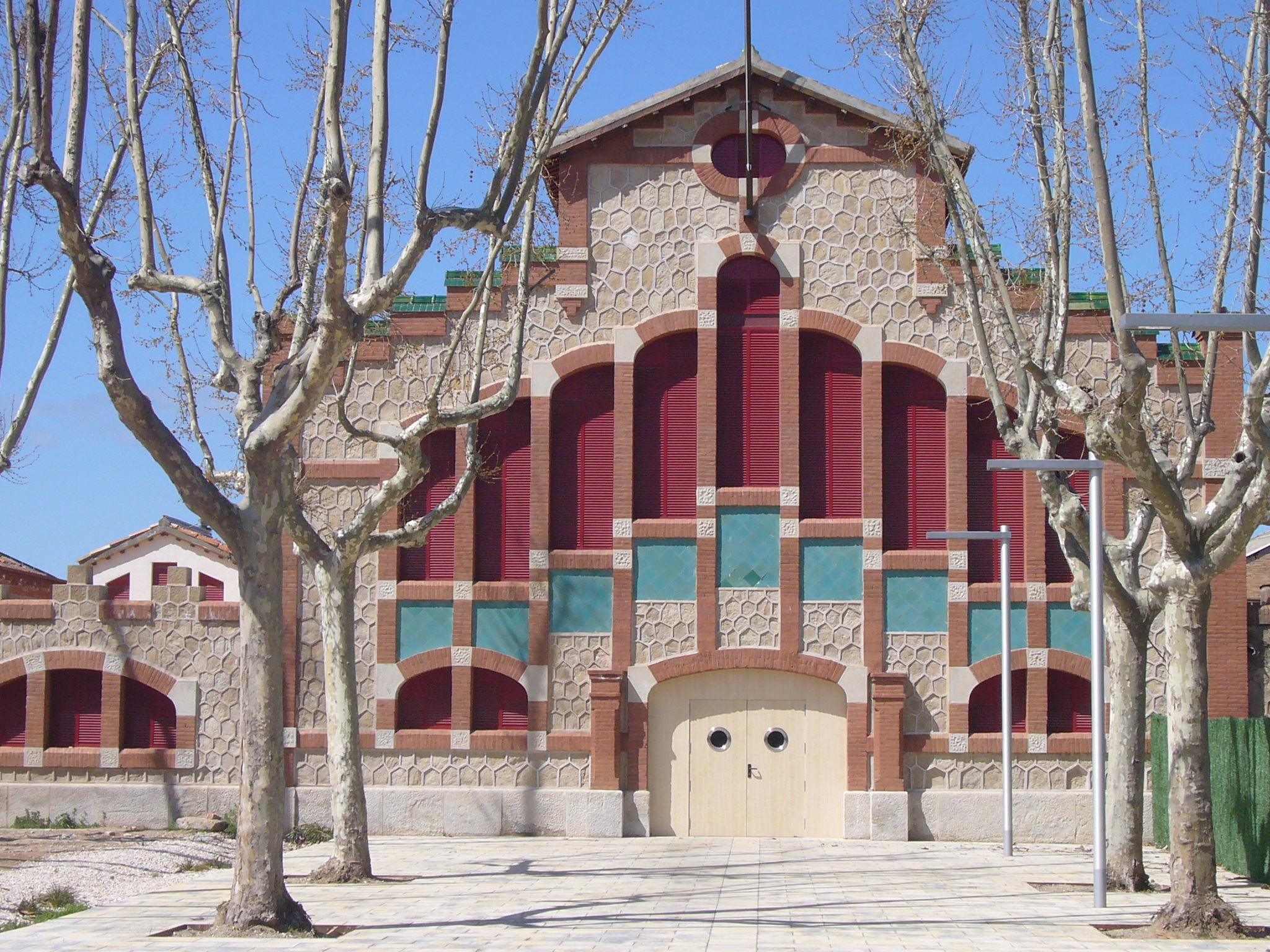
Escorxador d'Igualada (1903-1905)
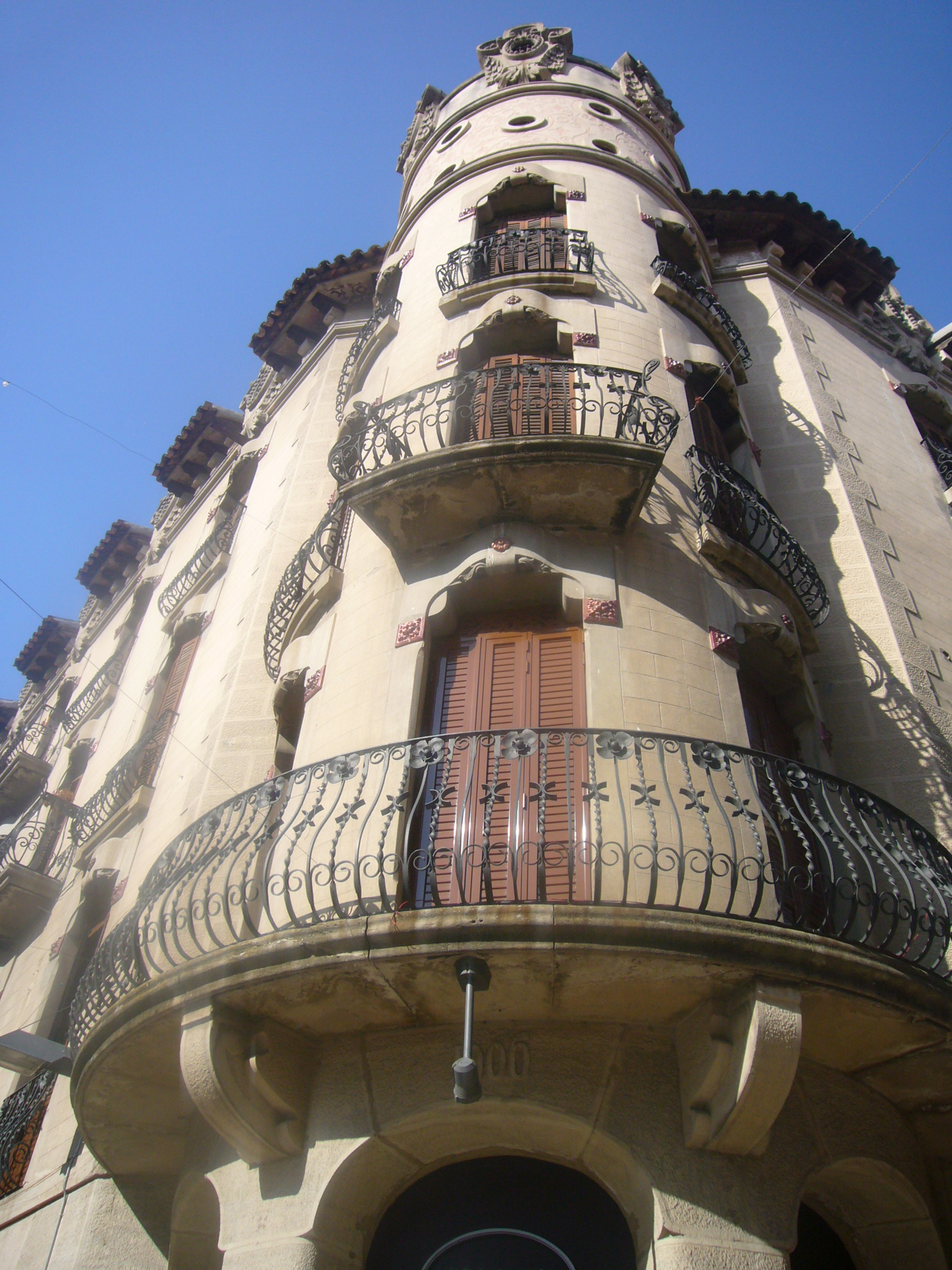
Torre cilíndrica de Cal Franquesa (1905-1906)
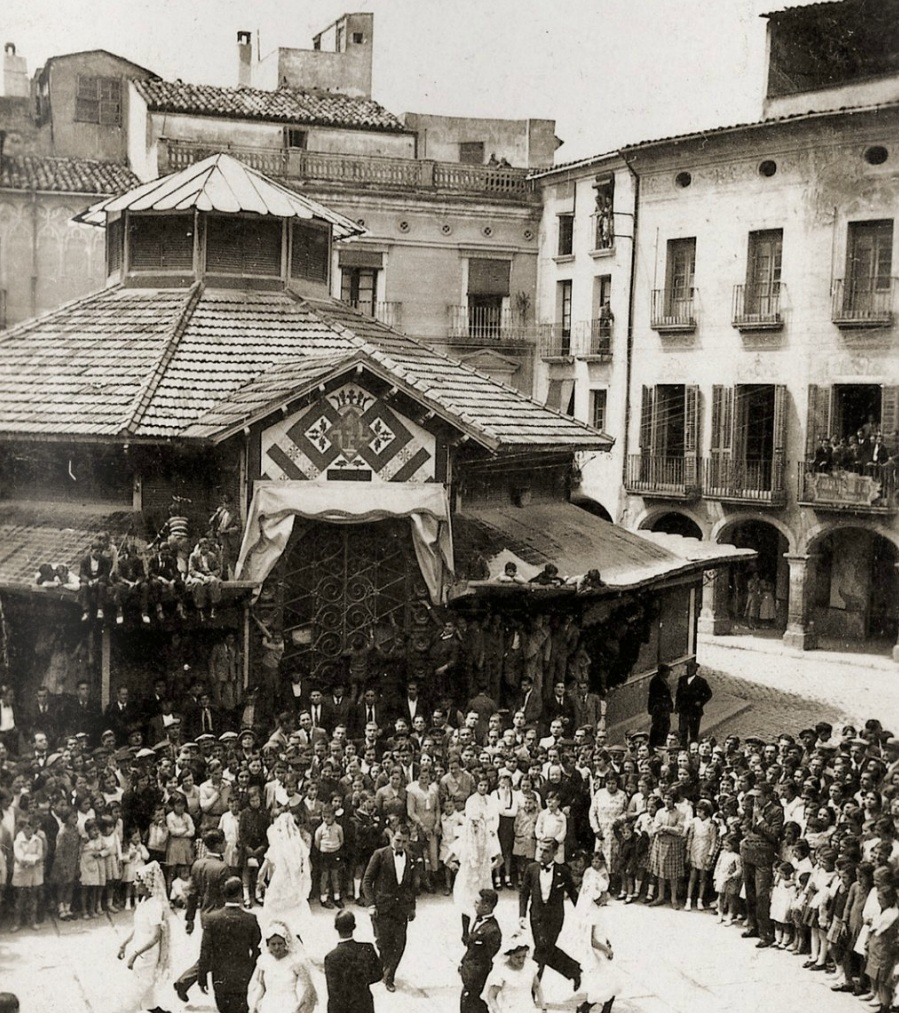
Mercat Cobert d'Igualada, anomenat popularment "La Pajarera" (edificat el 1910 i ja desaparegut)
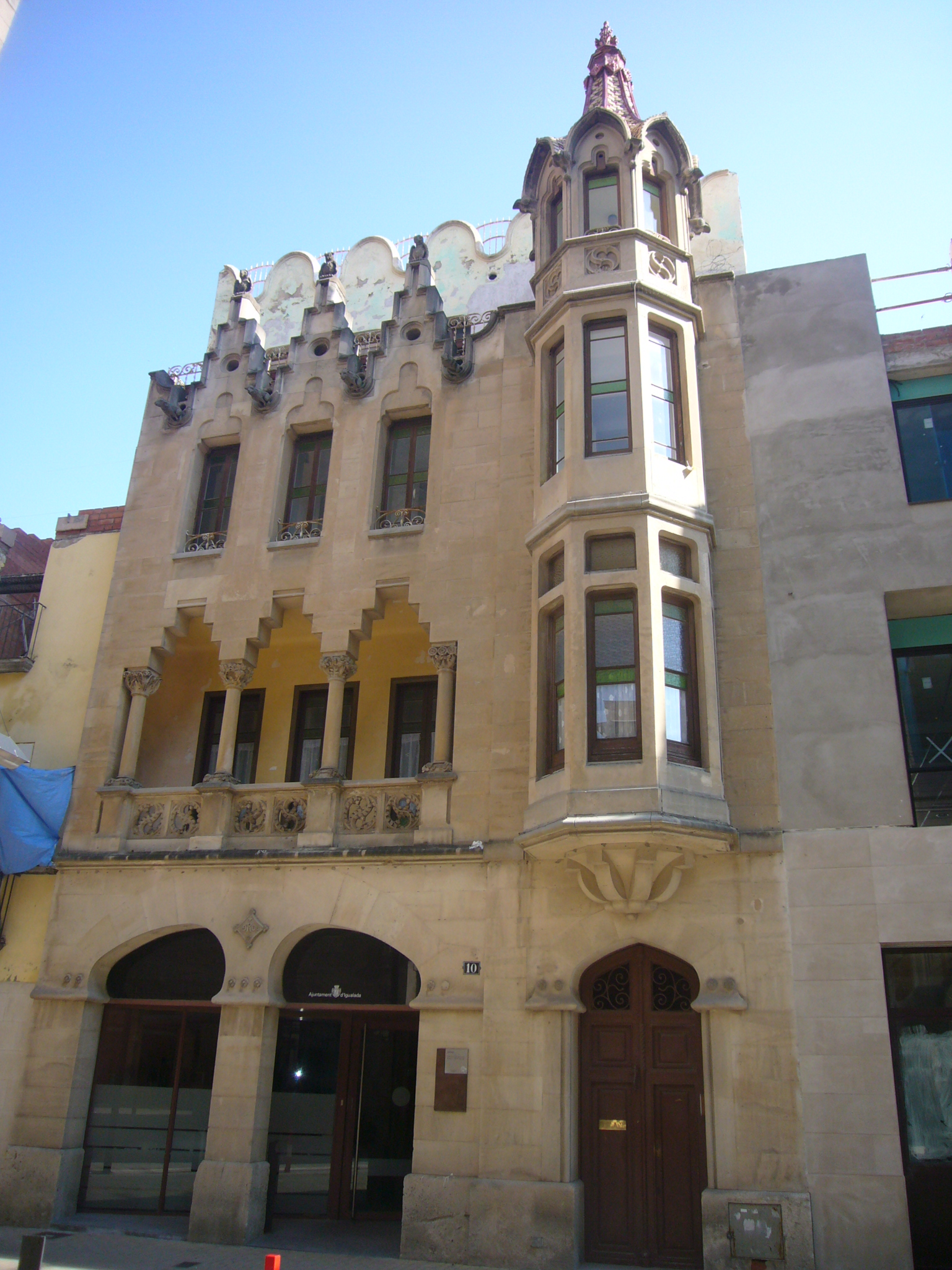
Cal Ratés, al carrer Santa Maria, d'Igualada (1908)
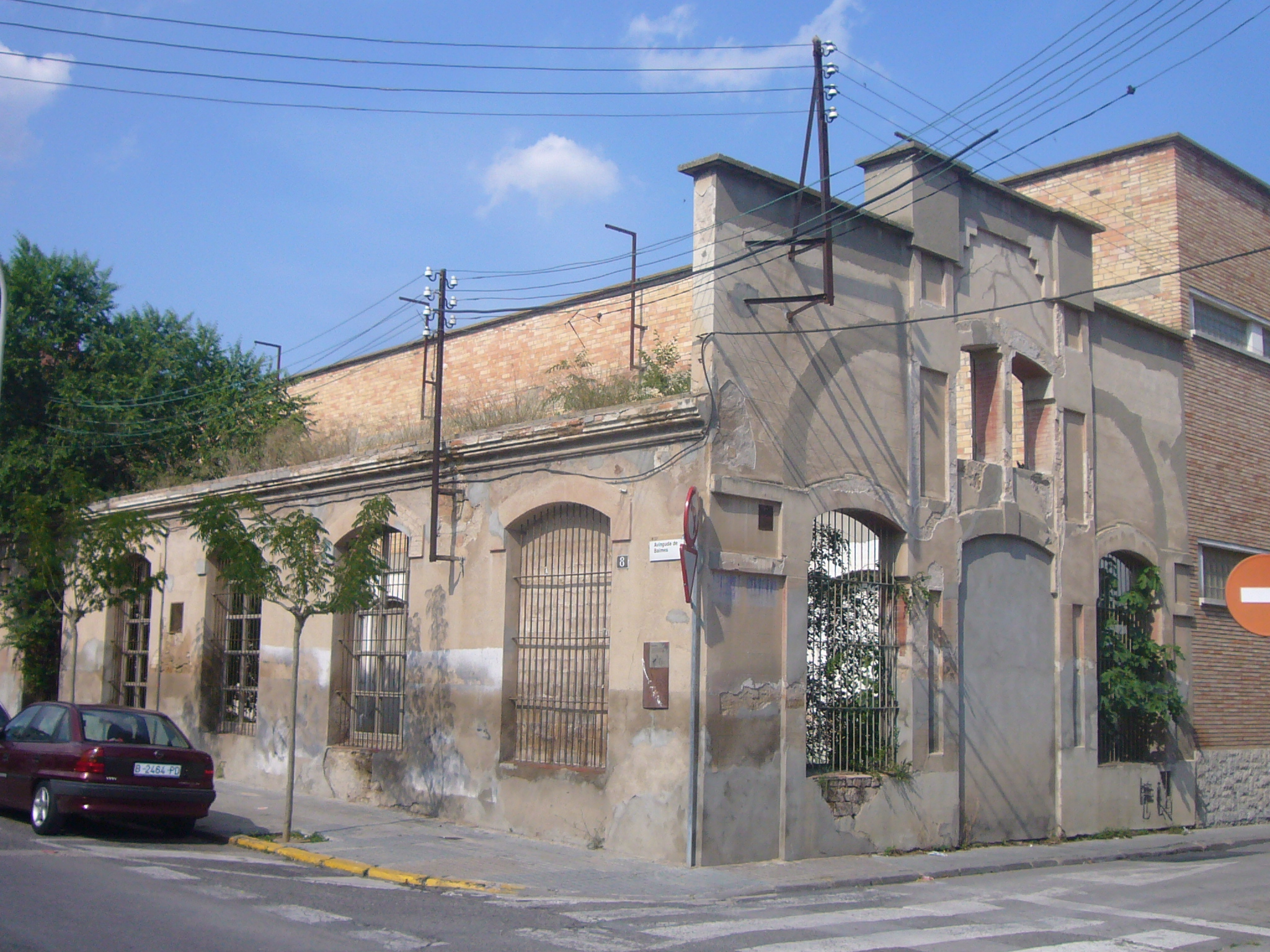
Fàbrica Cal Salinas, a Igualada (1911)

### Lleida
A Lleida va ser autor, conjuntament amb Pau Salvat i Espasa, del Casino Principal, construït entre el 1913 i el 1920. És un edifici senyorial d'estil historicista. A la façana que dona al carrer Major, on ara hi ha una seu de Turisme de Lleida, hi ha arcs de mig punt sobre columnes de capitells jònics i un balcó treballat amb forja. A la façana de l'avinguda de Blondel hi destaquen les obertures del pis superior en forma d'ulls de bou amb garlandes i una gran tribuna amb vidriera. Al coronament hi ha un monticle amb garlandes i l'escut de la ciutat de Lleida acompanyat de les sigles CP del Casino Principal. L'any 2007 l'edifici acollí, de forma provisional, el Museu d'Art Jaume Morera.

### Logronyo
A Logronyo va ser autor l'any 1902 de la Casa Antonio Garrigosa, un edifici de quatre pisos promoguda per Antoni Garrigosa i Borrell, comerciant tèxtil nascut a Martorell i establert a la Rioja als voltants del 1883. La casa s'edificà a l'antic carrer de la Estación, número 5, actualment avinguda de la Rioja, número 10, al barri de l'Espolón, pròxima a l'estació de ferrocarril. El primer projecte havia estat presentat l'any 1901 per l'arquitecte local Francisco de Luis y Tomás, però el finalment el propietari optà pel disseny d'Isidre Gili. El projecte va rebre autorització de l'ajuntament el 4 d'abril de 1902. Per construir els miradors va ser necessària la modificació d'una ordenança municipal, i en la construcció hi intervingueren operaris i materials portats de Catalunya. L'edifici té influències neoplateresques i destaca la decoració ceràmica dels miradors i els esgrafiats de la façana. La planta baixa es va destinar a serveis comercials i els diversos pisos van ser ocupats per la família del promotor, pels seus empleats i per llogaters. Amb posterioritat, una entitat bancària va modificar l'aspecte exterior dels baixos i la primera planta. L'edifici ha estat restaurat.